# Ogliastro Marina
Ogliastro Marina (U' Gliastro in dialetto cilentano) è una frazione del comune di Castellabate, in provincia di Salerno.

## Geografia fisica

### Territorio

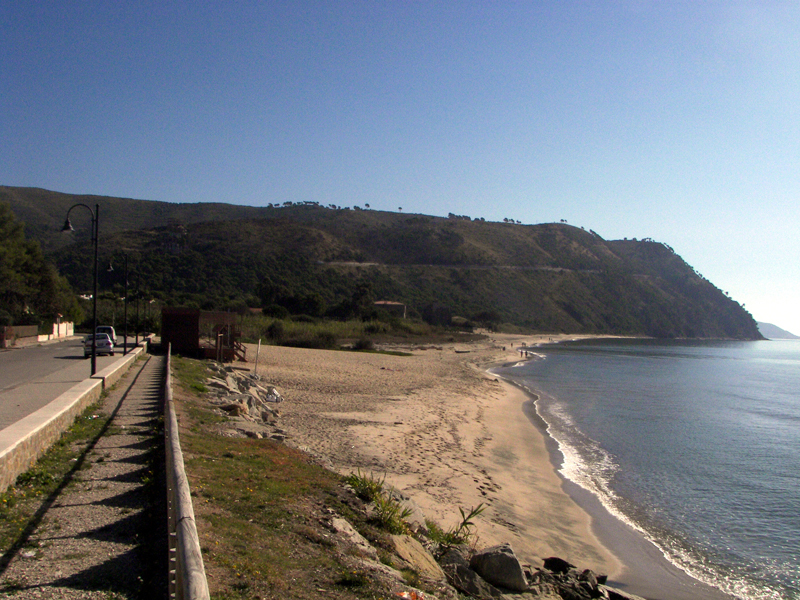
Lungomare delle Tartarughe e Baia Arena

Ogliastro Marina sorge sulla costa tirrenica, immediatamente a sud del Golfo di Salerno, sovrastata dalla collina della Torricella e dal declino del Salvatore.
Il torrente Rio dell'Arena funge da confine con il comune di Montecorice, nell'attigua frazione di Case del Conte, con la quale Ogliastro condivide un'estesa spiaggia. Immerso nella macchia mediterranea con le sue vaste pinete che si estendono fino al mare, conta anche alcune specie non-autoctone, tra cui spicca per propagazione la pianta succulenta Carpobrotus, genere di Aizoaceae. La costa di Ogliastro Marina è caratterizzato dalla presenza del "Flysch del Cilento", una rara tipologia di roccia composta da diverse stratificazioni, alternanze cicliche di arenaria, di argilla o marna, di calcare). Tali rocce, formatosi in epoca preistorica, degradano lentamente dalla pineta di macchia mediterranea nel mare estendendosi anche per oltre cinque miglia. Nei fondali questa conformazione rocciosa, formata da numerose cavità e spaccature, viene utilizzata come rifugio da diversi organismi animali e vegetali.
Dall'abitato di Castellabate dista circa 10 km.

### Clima

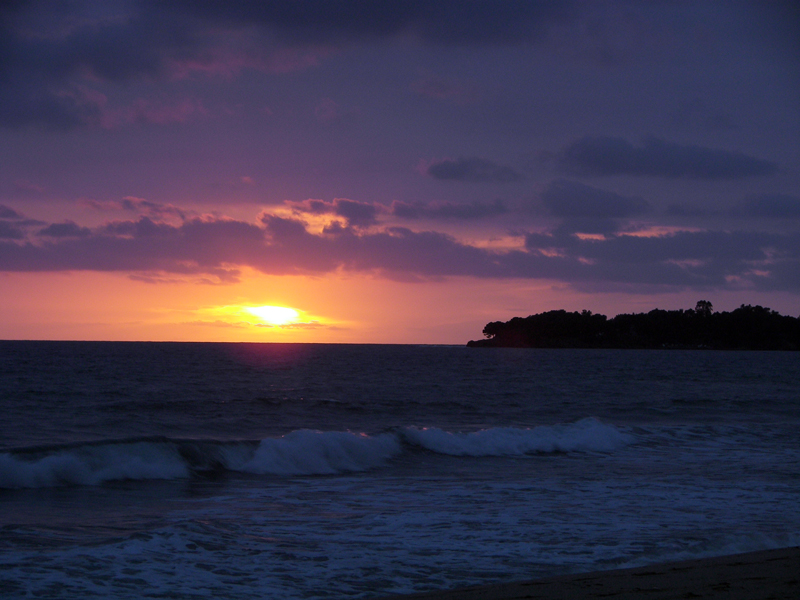
Tramonto dalla punta di Ogliastro

La zona, data la sua posizione geografica sulla costa tirrenica, è contraddistinta da un clima mediterraneo, con estati calde, inverni miti e tante giornate di sole. Le temperature medie del mese più freddo, gennaio, vanno da una minima di 4 °C a una massima di 12 °C, mentre in luglio e agosto si passa dai 18 °C ai 29 °C. Il clima temperato è favorito anche dalla protezione dell'Appennino campano che ripara la zona dai venti freddi in inverno. Le precipitazioni, molto scarse nei mesi estivi, toccano il picco massimo in dicembre, quando piove in media un giorno ogni due.
La stazione meteorologica più vicina è quella di Casal Velino. In base alla media trentennale di riferimento 1961-1990, la temperatura media del mese più freddo, gennaio, si attesta a +8,7 °C; quella del mese più caldo, agosto, è di +25,7 °C.
| CASAL VELINO       | Mesi | Mesi | Mesi | Mesi | Mesi | Mesi | Mesi | Mesi | Mesi | Mesi | Mesi | Mesi | Stagioni | Stagioni | Stagioni | Stagioni | Anno |
| CASAL VELINO       | Gen  | Feb  | Mar  | Apr  | Mag  | Giu  | Lug  | Ago  | Set  | Ott  | Nov  | Dic  | Inv      | Pri      | Est      | Aut      | Anno |
| ------------------ | ---- | ---- | ---- | ---- | ---- | ---- | ---- | ---- | ---- | ---- | ---- | ---- | -------- | -------- | -------- | -------- | ---- |
| T. max. media (°C) | 11,9 | 12,6 | 15,3 | 18,6 | 22,9 | 27,0 | 30,2 | 30,7 | 27,0 | 22,3 | 16,8 | 13,7 | 12,7     | 18,9     | 29,3     | 22,0     | 20,8 |
| T. min. media (°C) | 5,6  | 5,9  | 7,8  | 10,5 | 13,9 | 17,6 | 20,2 | 20,6 | 17,6 | 14,2 | 10,3 | 7,5  | 6,3      | 10,7     | 19,5     | 14,0     | 12,6 |

- Classificazione climatica: zona C, 1088 GG

## Storia
Nel X secolo Ogliastro Marina era un villaggio, divenuto poi casale nel 1131 alle dipendenze del Castello dell'abate. La sua storia segue per cui le vicende della baronia di Castellabate. La marina di Ogliastro ospitava un porto di proprietà della Badia di Cava, che veniva utilizzato per i traffici con la Sicilia e il nord Africa. Tale approdo, denominato "Oliarola" o "Duliarola" per la presenza di un magazzino, dava il nome al villaggio che sorgeva nei suoi pressi. Ogliastro, prima di diventare luogo di villeggiatura, era rinomata per la coltivazione dei fichi e delle mandorle.

## Monumenti e luoghi d'interesse

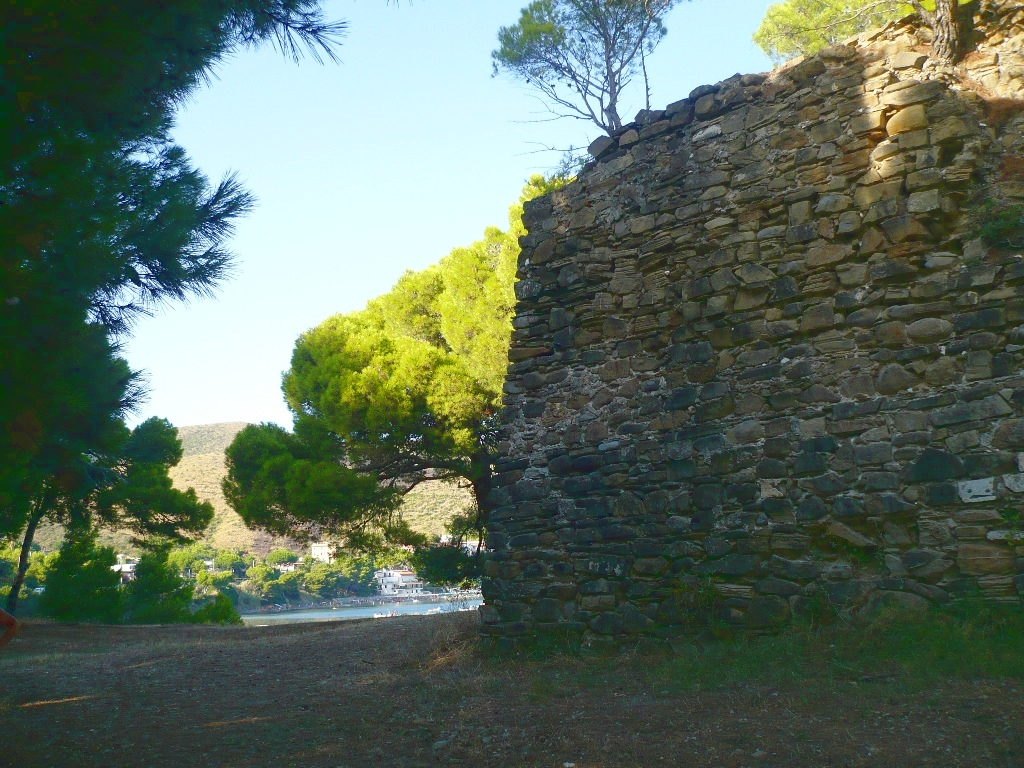
Torre Ogliarola

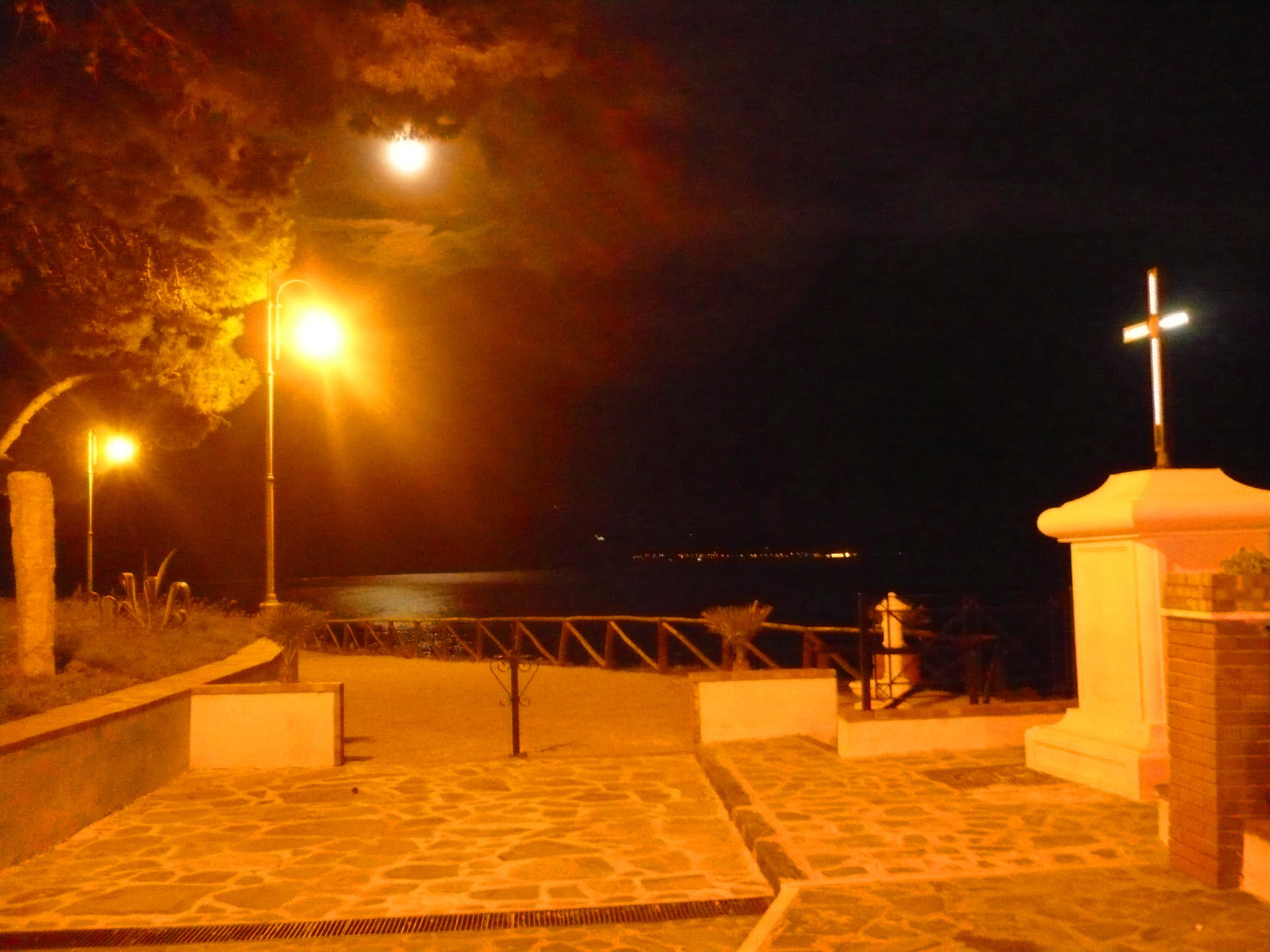
Croce luminosa

- Chiesa di Santa Maria delle Grazie: è sita nei pressi di piazza Giovanni Paolo II, rivolta verso il mare della baia di Ogliastro Marina. La sua costruzione risale al 1896 ed è stata elevata a parrocchia nel 1920. Caratteristica è la sua colorazione rossa e gialla. Nel 2011 la facciata principale è stata rivestita in pietra ed è stata posta la scritta Ave Stella Maris.
- Torre di Ogliastro o torre Ogliarola: una postazione di avvistamento costruita nel 1569 nei pressi della punta di Ogliastro[3].
- Torre della Marina di Ogliastro o torre dell'Arena, detta anche torre delle Ripe Rosse: una vedetta di avvistamento realizzata alla fine del 1592 in una posizione adiacente alla spiaggia di Casa del Conte, al confine tra il comune di Castellabate e quello di Montecorice[3].
- Costa: Ogliastro Marina è una frazione marina del comune di Castellabate, l'unica che non rientra nell'omonimo golfo. Le spiagge sabbiose ogliastresi sono: quella "della Baia Arena" e "della punta di Ogliastro". Numerose sono le calette naturali presenti, dove gli alberi delle pinete si affacciano sulle limpide acque, che da anni conseguono il riconoscimento della bandiera Blu[4]. Nel luglio del 2006, sulla spiaggia vicina al Rio dell'Arena, si è verificato un raro evento naturalistico: la deposizione di uova di tartaruga Caretta caretta, mai accaduto precedentemente. Per proteggere le uova la locale spiaggia attrezzata è stata parzialmente transennata e vigilata da operatori di Legambiente. Nell'estate del 2012 l'evento si è riverificato: una Caretta caretta ha deposto le sue uova le quali hanno dato vita a circa ottanta esemplari[5][6].
- Sentieri naturali: il territorio, inserito nel contesto ambientalistico del Parco nazionale del Cilento, Vallo di Diano e Alburni, comprende delle passeggiate lungo le lungomari (come quello "delle Tartarughe") o lungo i sentieri naturali, attrezzate anche come percorsi botanici. I percorsi principali sono quelli tra "Ogliastro Marina e il Pozzillo" (8,6 km) e quello della pineta (Sentiero "Antica Oliarola")[1].
- Croce luminosa: posta in piazza Giovanni Paolo II.
- Statua della Madonna: collocata nei pressi della punta di Ogliastro.
- Statua della Madonna: collocata nel sagrato della chiesa di Santa Maria delle Grazie a piazza Giovanni Paolo II.

## Società

### Dialetto
Il dialetto che parlano gli ogliastresi è il cilentano, ma con alcune varianti e peculiarità che lo differenziano da quello dei paesi limitrofi (uso della "e" al posto della "i" per una serie di vocaboli e per l'articolo determinativo "u" invece di "lu"). È molto simile al dialetto cilentano meridionale specie per quanto riguarda la pronuncia chiara e distinta delle vocali finali (a differenza degli altri dialetti campani che le indeboliscono), la doppia "l" che diventa doppia "d" e l'uso del doppio congiuntivo ("si u sapia, tu dicia", in italiano "se lo sapessi, te lo direi").

### Religione
Ogliastro Marina affonda le sue radici storiche nella cultura cristiana, essendo stata amministrata per diversi secoli dai benedettini della Badia di Cava, come testimonia il monumento della croce luminosa eretto a piazza Giovanni Paolo II. La maggioranza della popolazione locale è di religione cristiana (Chiesa cattolica). Nella frazione è molto diffusa la venerazione per la santa patrona Santa Maria delle Grazie. È la sede della parrocchia di Santa Maria delle Grazie, che appartiene alla diocesi di Vallo della Lucania.

## Cultura

### Scuole
Ha sede a Ogliastro Marina una scuola dell'infanzia.

### Manifestazioni
- Festa di santa Maria delle Grazie: ricorrenza religiosa che si svolge tutti gli anni il 2 luglio, dove la patrona della frazione viene portata in processione per il territorio. A mezzanotte si assiste allo spettacolo di fuochi pirotecnici sulla riva del mare[10].

## Geografia antropica

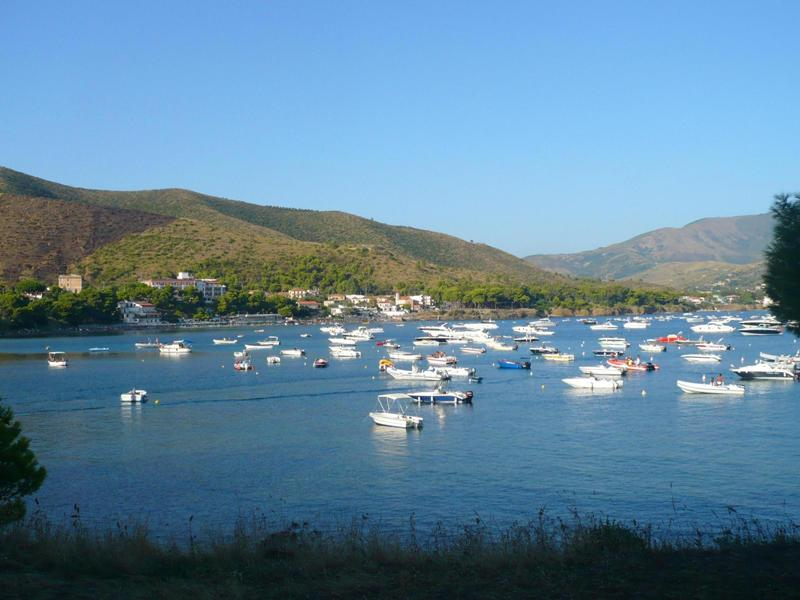
Baia di Ogliastro Marina

Ogliastro Marina rappresenta la frazione più meridionale del comune di Castellabate. Il suo abitato si estende per circa 3 km lungo via Arena, strada provinciale ed arteria stradale principale del paese, dalla punta di Ogliastro (dove inizia l'area di Licosa) al bivio della Strada statale 267 del Cilento. Il centro della frazione è localizzato presso piazza Giovanni Paolo II, dove la chiesa di Santa Maria delle Grazie e sono visibili i paesaggi delle colline "Ripe Rosse" (Montecorice), di Acciaroli e della punta di Ogliastro con la torre di avvistamento. La baia della punta di Ogliastro funge da approdo naturale per svariate piccole imbarcazioni. Il paese conta anche la contrada Arena, che si estende sino alla zona chiamata Pietà, lungo il fiume omonimo.

## Economia

### Turismo
Dal punto di vista turistico, Ogliastro Marina è una località turistica piuttosto recettiva, competitivamente con le altre località balneari comunali, anche grazie alla vicinanza con il parco di Licosa e la sua riserva marina.

## Infrastrutture e trasporti

### Strade
Il principale collegamento stradale è la ex strada statale 267, declassata in strada regionale.
La strada provinciale che attraversa il territorio è:
- Strada provinciale 70/b innesto SR 267-Torre di Ogliastro Marina-Ogliastro Marina;

### Mobilità urbana
I collegamenti tra le varie frazioni del comune di Castellabate sono garantiti dagli autobus della compagnia SMEC. Per i collegamenti regionali, Ogliastro Marina è servita da una linea di autobus della compagnia salernitana CSTP, nella tratta Salerno-Acciaroli. Alcune di queste corse partono da Napoli nel periodo estivo e altre raggiungono anche Fisciano (sede dell'Università degli Studi di Salerno) e Vallo della Lucania.

## Galleria d'immagini

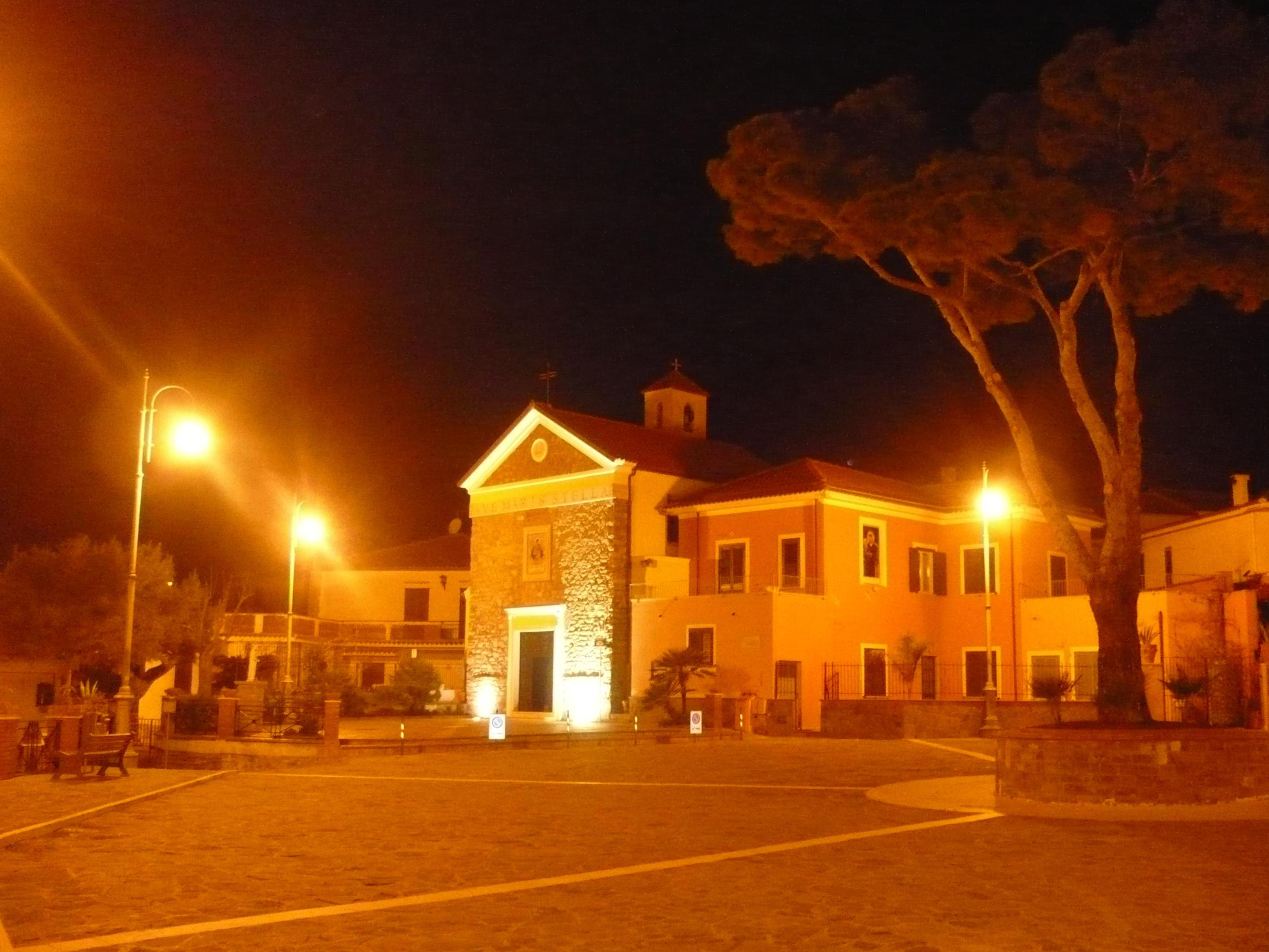
Chiesa Santa Maria delle Grazie in notturna
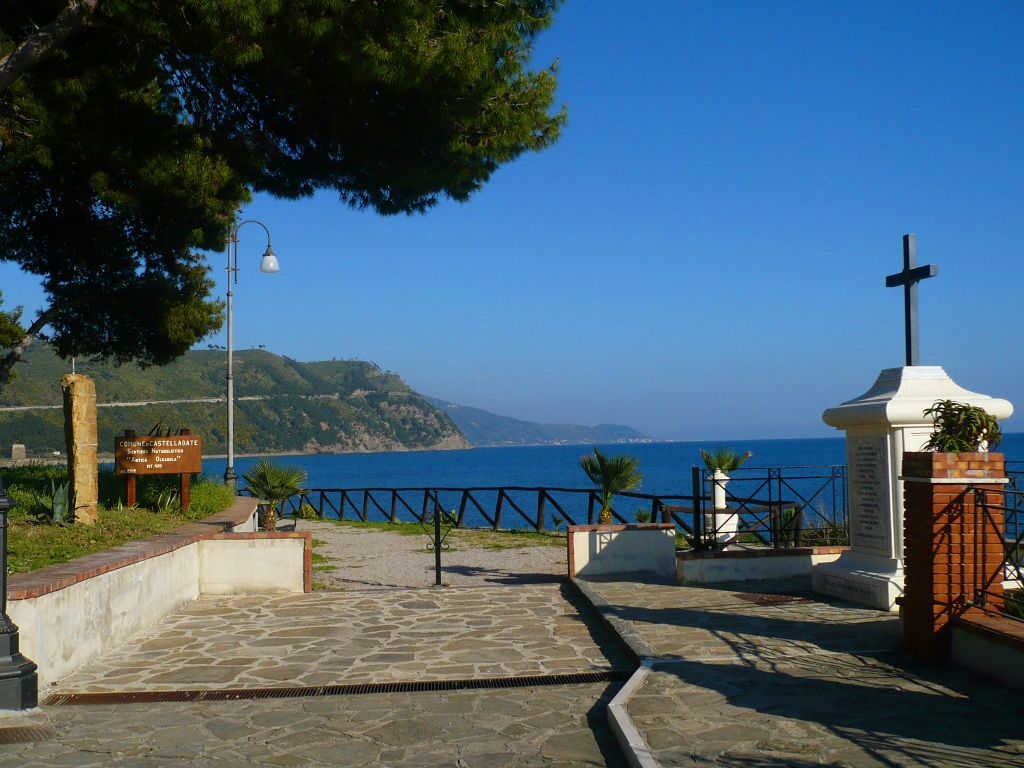
Inizio sentiero "Antica Oliarola"